# St.-Clemens-St.-Katharinen-Kirche

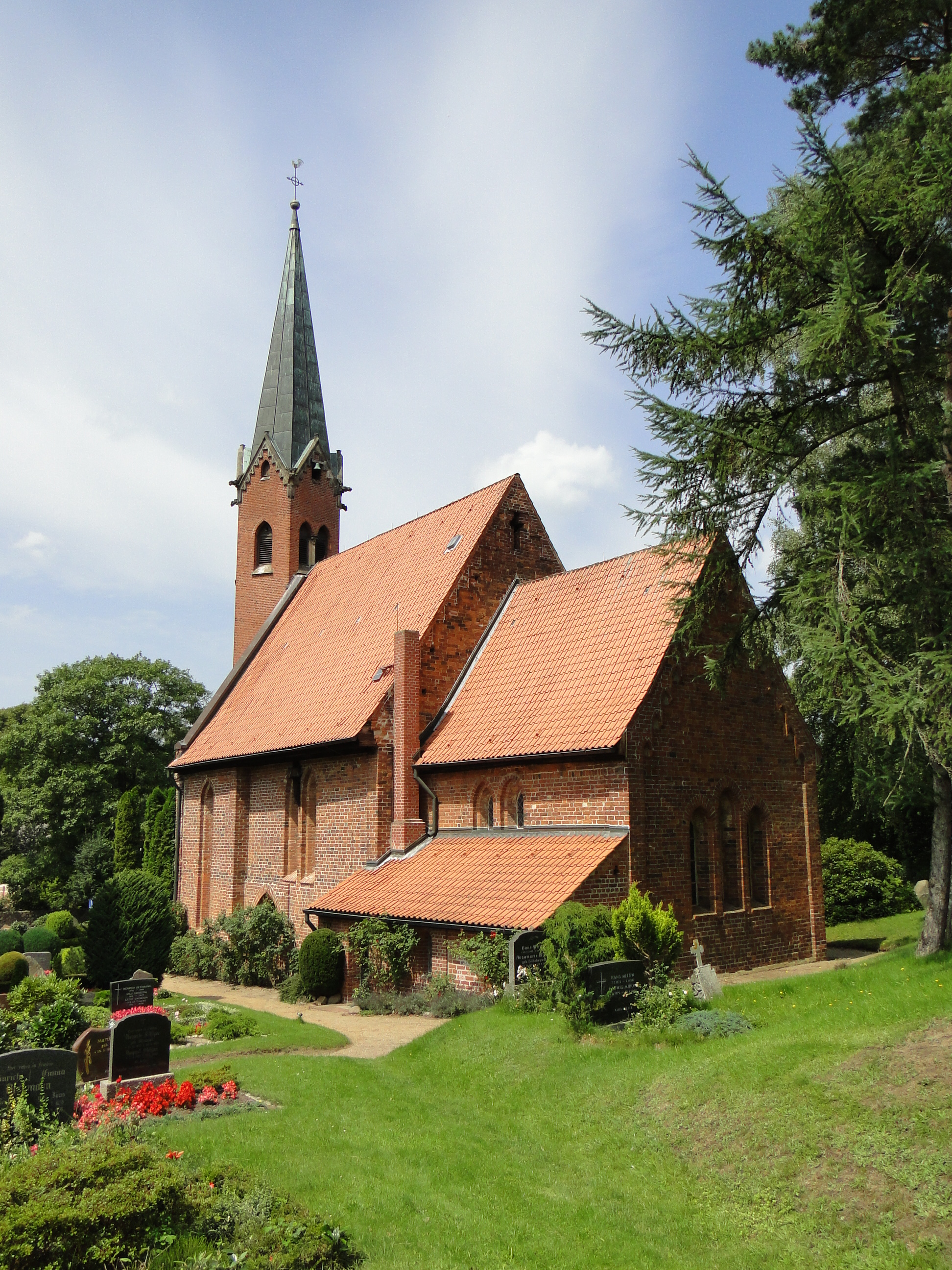
St. Clemens St. Katharinen

Die St.-Clemens-St.-Katharinen-Kirche in Seedorf am Schaalsee ist eine Dorfkirche im Stil der frühen Backsteingotik. Sie ist eine der Kirchen der evangelisch-lutherischen Kirchengemeinde Seedorf-Mustin im Kirchenkreis Lübeck-Lauenburg der Evangelisch-Lutherischen Kirche in Norddeutschland.

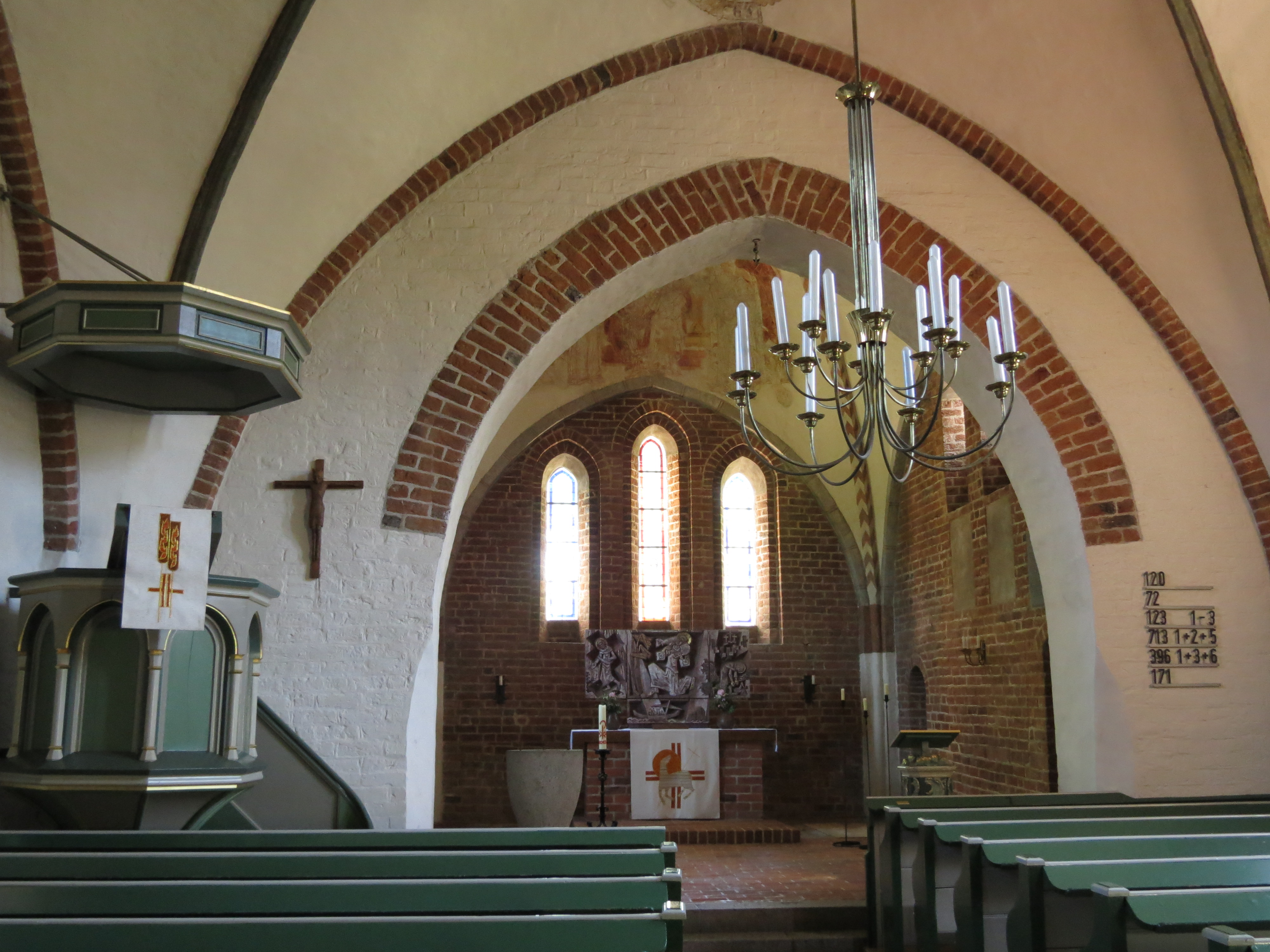
Inneres der Kirche (Blick nach Osten)

## Baugeschichte
Die einschiffige Kirche wurde im frühen 13. Jahrhundert errichtet und wird bereits im Ratzeburger Zehntregister 1230 aufgeführt. Sie hat einen für die Gegend typischen, eingezogenen Kastenchor mit drei spitzbogigen Fenstern. Schiff und Chor sind gewölbt und haben seitlich paarweise angeordnete Fenster. Später angebaut ist die Erweiterung der Sakristei an der Südseite des Chors. Die Sakristei selbst hat ebenfalls ein Kreuzrippengewölbe der Frühgotik. Die Gruft an der Nordseite des Kirchenschiffs ist ebenfalls eine bauliche Erweiterung aus späterer Zeit. Der sechseckige Kirchturm vor dem westlichen Vorbau des Kirchenschiffs ist hingegen neugotisch und wurde erst 1872 errichtet.

## Ausstattung
Die Kirche verfügt über frühgotische Ausmalungen im Gewölbe des Chors, einen thronenden Christus mit Johannes und Maria aus der Zeit von 1250/60. Die Ausmalungen im Kirchenschiff sind aus der Zeit um 1400 und zeigen die Symbole der Evangelisten sowie eine Darstellung des Teufels. Das Kruzifix aus Alabaster entstand Anfang des 17. Jahrhunderts. Weiter befinden sich in der Kirche Epitaphien, Grabsteine und Gedenktafeln der in Seedorf und Groß Zecher ansässigen Adelsfamilien von Parkentin und von Witzendorff. In der Gruft an der Nordseite des Kirchenschiffs stehen verzierte Metallsärge aus der Zeit Ende des 17. Jahrhunderts.